# Саратога (фильм)
«Саратога» (англ. Saratoga) — американская романтическая комедия режиссёра Джека Конуэя. Джин Харлоу, исполнявшая главную роль в фильме, скончалась от уремии в июне 1937 года, во время съёмок «Саратоги»: девяносто процентов ленты были завершены, оставшиеся сцены были сняты на расстоянии или с двойниками.

## Сюжет
Кэрол Клейтон (Джин Харлоу) — дочь фермера Фрэнка Клейтона, который разводит племенных лошадей. Он намеренно проиграл ферму «Саратога» своему близкому другу-букмекеру Дюку Брэдли (Кларк Гейбл). После смерти отца Кэрол запрещает своему жениху Хартли Мэдисону делать ставки на скачках к большому сожалению для Дюка, который надеялся отыграть свои деньги, проигранные Хартли в Белмонте. Кэрол и Дьюк противостоят друг другу, их встречи сопровождаются постоянными ссорами. Между тем Дюк со своим старым другом Фритци придумали как покрыть убытки. Они уговорили лучшего жокея Дикси Гордона за вознаграждение подменить лошадь на скачках. К этому моменту Кэрол уже влюбилась в Дюка и разорвала помолвку с Хартли. Но Дюк уважает желание её покойного отца, запретившего когда-то дочери иметь дело со всеми, кто связан с конными скачками. Кэрол покупает контракт Гордона у Фритци. Все готово для разорения Дюка, но добросердечный Фритци спасает положение.

## В ролях
- Кларк Гейбл — Дюк Брэдли
- Джин Харлоу — Кэрол Клейтон
- Лайонел Бэрримор — дедушка Клейтон
- Фрэнк Морган — Джесси Кифмаер
- Уолтер Пиджон — Хартли Мэдисон
- Уна Меркел — Фрици
- Клифф Эдвардс — Тип
- Джордж Зукко — доктор Бирд
- Джонатан Хейл — Фрэнк Клейтон
- Хэтти Макдэниел — Розетта
- Фрэнки Даррен Дикси — Гордон
- Маргарет Хэмилтон — Мейзи